# إيمي مارستون
إيمي مارستون (بالإنجليزية: Amy Marston)‏ هي ممثلة بريطانية، ولدت في 1972 في برمنغهام في المملكة المتحدة.

## وصلات خارجية
- إيمي مارستون على موقع IMDb (الإنجليزية)
- إيمي مارستون على موقع قاعدة بيانات الفيلم (الإنجليزية)